# Giuseppe di Salvatore
Giuseppe di Salvatore (ur. 19 grudnia 1989 w Vancouver) – kanadyjski strzelec specjalizujący się w trapie, olimpijczyk z Pekinu.

## Życiorys
Kanadyjczyk zaczął uprawiać sport w 2000 roku. Jest praworęczny, mierzy z broni prawym okiem.

## Przebieg kariery
W 2005 wywalczył jako junior dwa złote medale mistrzostw Ameryki w Salinas, w konkurencji trapu i trapu podwójnego. Z kolei w 2007 roku otrzymał brązowy medal igrzysk panamerykańskich. Uczestniczył w letniej olimpiadzie w Pekinie – w konkurencji trapu uplasował się na 26. pozycji z dorobkiem 112 punktów, natomiast w konkurencji trapu podwójnego zajął 19. pozycję z dorobkiem 109 punktów.